# فرودگاه سان بونت
فرودگاه سان بونت (به انگلیسی: Son Bonet Aerodrome) (به زبان بومی: Mallorca Airport) یک فرودگاه همگانی با کد یاتا SBO است که یک باند فرود آسفالت دارد و طول باند آن ۱۰۰۰ متر است. این فرودگاه در کشور اسپانیا قرار دارد و در ارتفاع ۴۱ متری از سطح دریا واقع شده‌است.